# Франсис Буххолц
Франсис Буххолц (роден на 19 февруари 1954 г. в Хановер, Германия) е немски басист, известен като член на рок групата Scorpions.

## Биография
Буххолц открива рок музиката на единадесетгодишна възраст. Първата му публична изява като басист е на петнадесет години, докато е в гимназията. От този момент нататък той участва в различни рок, блус и джаз групи в родния си град Хановер. Докато е студент в университета в Хановер и в музикалната академия, Буххолц се присъединява към Дон Роуд, в чийто състав е и китаристът Ули Рот. Рот временно е заместник на Михаел Шенкер в Scorpions, който е напуснал групата в средата на турне за да се присъедини към UFO.
В крайна сметка музикантите от Дон Роуд и Scorpions се обединяват едно ново въплъщение, наречено Scorpions през 1973 г. с Буххолц на бас-китарата. Първият запис е през 1974 г., Fly to the Rainbow.
Франсис Буххолц е част от групата в продължение на осемнадесет години, с тях издава дванадесет албума и е част от най-успешния състав на Scorpions, който се разбива след издаването на най-продавания им албум Crazy World през 1990 г. Франсис напуска веднага след последвалото турне през 1992 г.
Буххолц се събира с Ули Рот за турне в Европа и САЩ през 2005 и 2006 г. Той записва бас песни през 2008 г. за албума Dreamtide's, и е част от Dream And Deliver.

## Личен живот
През 1978 г. основава компания за сценично осветление, Rocksound, в Германия. Компанията започва да продава специални високоговорители. Фирмата процъфтява през 1980-те и 1990-те години. Буххолц все още живее в Хановер със семейството си.
През 1996 г. Буххолц е автор на книгата „Bass Magic“. Работи като продуцент и консултант.